# Ивановское (Заднесельский сельсовет)
Ивановское — деревня в Усть-Кубинском районе Вологодской области.
Входит в состав Заднесельского сельского поселения, с точки зрения административно-территориального деления — в Заднесельский сельсовет.
Расстояние по автодороге до районного центра Устья — 26 км, до центра муниципального образования Заднего — 8 км. Ближайшие населённые пункты — Терехово, Сидоровское, Дедово.
По переписи 2002 года население — 2 человека.